# Jimmy Jairala
Jimmy Jairala Vallazza (Guayaquil, 26 de septiembre de 1957) es un periodista y político ecuatoriano. Se desempeñó como prefecto de la provincia del Guayas desde 2009 hasta el 19 de diciembre de 2018.
Luego de desempeñar su profesión de comunicador por alrededor de 30 años, se presentó como candidato a alcalde de Guayaquil en las elecciones municipales de 2004 por parte del Partido Roldosista Ecuatoriano. Obtuvo el 30 % de la votación siendo derrotado por Jaime Nebot del Partido Social Cristiano quien en dichas elecciones resultó reelecto.
Se presentó como candidato a diputado para las elecciones legislativas de 2006, ganando uno de los 100 escaños que conformarían al organismo legislativo. Tomó posesión del cargo el 4 de enero del 2007, sin embargo, a pesar de haber sido elegido para el cargo hasta el 2011, la Asamblea Constituyente instalada aquel año ordenó la disolución del Congreso Nacional, el 29 de noviembre.
A finales del 2007 impulsó una campaña por la opción "Nulo" en el referéndum constitucional del 2008. Para las elecciones seccionales de 2009, participó como candidato a la prefectura de la provincia del Guayas por el partido Una Nueva Opción (UNO), siendo electo como prefecto. Se posesionó en su cargo el 31 de julio de 2009, en conjunto con su compañera de fórmula por el Partido Sociedad Patriótica, Luzmila Nicolalde, como viceprefecta.
Fundó el Movimiento Centro Democrático Nacional en el 2012 con el cual participó en las elecciones seccionales de 2014, en alianza con Alianza PAIS siendo reelecto como prefecto del Guayas en febrero del 2014.[cita requerida] Finalmente, por el mismo partido se presentó como candidato a alcalde de Guayaquil en las elecciones municipales de 2019 donde perdió frente a la candidata del Partido Social Cristiano, Cynthia Viteri.

## Biografía
Jimmy Jairala Vallazza nació el 26 de septiembre de 1957 en Guayaquil. Es el primer hijo de Eduardo Jairala y Norma Vallazza. Proviene de una familia de migrantes libaneses. Cursó sus estudios secundarios en el colegio Cristóbal Colón, de Guayaquil, y luego obtuvo el título de Periodista.[cita requerida]
Tiene seis hijos. Dos en su primer compromiso con Vicky Hes, que son David y Daniel Jairala Hes. Los otros cuatro son: Diego, Juan Pablo, Santiago y Juan Sebastián de su unión con Maluli Valdivieso.

### Carrera profesional
Su carrera en el periodismo inició en el año 1973 cuando cursaba el quinto año de secundaria en el colegio Cristóbal Colón y surgió la oportunidad de trabajar en Diario El Universo como auxiliar de cronista. También fue redactor en Diario El Telégrafo hasta el año 1981. En esa época escribió las primeras líneas de su columna llamada ‘Al compás de los Deportes’.
En 1981 comenzó a laborar como reportero del noticiero ‘Noti 10’, del canal de televisión Telecentro, actualmente TC Televisión, hasta el año 1987. Desde 1981 hasta julio de 2004 fue conductor de la primera emisión del informativo de este mismo canal y desde el año 1993 hasta 1998 fue su director general.[cita requerida]
Paralelamente, de 1988 a 1989 fue director de Diario La Razón. Y desde 1998 a 1999 condujo informativos del canal Teleamazonas.[cita requerida]
También incursionó en radio. En el año 2000 hasta el 2005 condujo el informativo ‘¿Qué Pasa?’ en Radio Fuego. Fue director y fundador del primer semanario agrícola y agroindustrial del país llamado ‘El Agro’ y del Diario deportivo ‘El Hincha’.[cita requerida]
Desde septiembre de 1992 hasta enero de 1993 se desempeñó como subsecretario de Información y Comunicación. Luego estuvo encargado como Ministro de Información.[cita requerida]
Recibió reconocimientos por sus años de servicios y al mérito profesional de instituciones como la Federación Nacional de Periodistas del Ecuador (FENAPE), Reuters Fundation the Word Conservation, Instituto ITV, Unión Nacional de Periodistas, entre otras.[cita requerida]

### Carrera política
Jimmy Jairala incursionó en la política luego de ejercer por alrededor de 30 años el oficio periodístico. En el año 1992 fue designado subsecretario de Información y Comunicación en el Gobierno de Sixto Durán-Ballén. También fue Ministro de Información. Finalizó sus funciones en 1993.[cita requerida]
En el año 2004 fue candidato a la Alcaldía de Guayaquil por el Partido Roldosista Ecuatoriano (PRE) y alcanzó el 30 % de la votación. No obtuvo el puesto. El alcalde Jaime Nebot, del Partido Social Cristiano (PSC), fue reelegido.[cita requerida]
Dos años después (2006), participó en las elecciones para diputado por el Partido Roldosista Ecuatoriano (PRE) y fue elegido. Fue uno de los 100 legisladores del Congreso Nacional de esa época. Tomó posesión del cargo el 4 de enero de 2007 y debía cumplir funciones hasta el año 2011, pero la Asamblea Constituyente instalada ese mismo año, disolvió en noviembre el Congreso Nacional y destituyó del cargo a sus legisladores.[cita requerida]
A finales del año 2007 impulsó la campaña por el voto ‘Nulo’ en el referéndum constitucional de 2008.[cita requerida]
Fue candidato a prefecto de la provincia del Guayas en el año 2009 auspiciado por el movimiento Una Nueva Opción (UNO) y ganó. Uno de sus adversarios fue Pierina Correa, candidata del partido oficialista Alianza PAIS y hermana del presidente de la República, Rafael Correa. Asumió el cargo el 31 de julio de 2009 junto a su compañera de fórmula Luzmila Nicolalde, del Partido Sociedad Patriótica (PSP), como viceprefecta.[cita requerida]

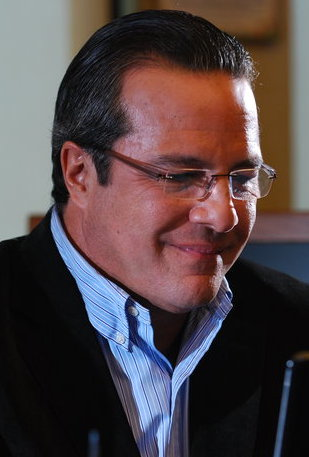
Jairala en 2011.

En el año 2012 fundó el movimiento Centro Democrático con carácter provincial, del cual es su presidente.
Esta agrupación en enero de 2016 alcanzó la categoría de nacional al ser calificada por el Consejo Nacional Electoral (CNE), luego de cumplir con los requisitos establecidos en la Ley Electoral. Con Centro Democrático participó en las elecciones seccionales del año 2014 para su reelección, en binomio con Mónica Becerra, del movimiento oficialista Alianza PAIS, para viceprefecta. Ganó con 1’095.000 votos.

### Centro Democrático
Jimmy Jairala lidera el movimiento político Centro Democrático. En el año 2008 impulsó el voto nulo en el referéndum aprobatorio de la Constitución, redactada por la Asamblea Nacional Constituyente de 2007.
En el año 2012 esta organización política fue reconocida por el Consejo Nacional Electoral (CNE) con ámbito provincial, quedando habilitada para participar en los siguientes procesos electorales en la provincia del Guayas. Jimmy Jairala participó a su reelección en coalición con el movimiento oficialista Alianza PAIS, que lo lideraba en ese entonces Rafael Correa.

## Reconocimientos y premios
- Reconocimiento al Mérito Periodístico conferido por la Unión Nacional de Periodistas Núcleo del Guayas en 1998.[cita requerida]
- Periodista del año, distinción conferida por el Colegio de Periodistas del Guayas, en 1989.[cita requerida]
- Periodista del año, distinción conferida por el Colegio de Periodistas del Guayas, en 1986.[cita requerida]
- Reconocimiento al Mérito Periodístico conferido por la Unión Nacional de Periodistas núcleo del Guayas, en 1998.[cita requerida]
- Mejor comunicador de Programas de información y noticias de Ecuador, distinción otorgada por el Instituto Superior de Estudios de Televisión (ITV), en 1999.[cita requerida]
- Mejor comunicador de programas de información y noticias de Ecuador 2000, distinción otorgada por el Instituto Superior de Estudios de Televisión (ITV), en 2000.[cita requerida]
- Reuters Fundation the Word Conservation UICN, premio al Periodismo Ambiental 2000 para América del Sur.[cita requerida]
- Reconocimiento al mérito Periodístico conferido por la Federación Nacional de periodistas del Ecuador (FENAPE) año 2001.[cita requerida]